# Conde de Assumar (Espanha)
Conde de Assumar foi um título criado pelo rei de Portugal Filipe III (Filipe IV de Espanha por carta de 30 de março de 1630, a favor de D. Francisco de Melo, 1.º conde de Assumar.
Como Francisco de Melo apoiou o direito dos Habsburgos ao trono Português, mesmo após a Restauração de 1 de dezembro de 1640, o condado voltou à Coroa, e o título foi concedido, novamente, pelo Príncipe Regente D. Pedro, futuro rei D. Pedro II de Portugal, em nome do rei D. Afonso VI (então preso no Palácio da Vila em Sintra), por carta de 11 de Abril de 1677, a favor de D. Pedro de Almeida.

## Lista dos Condes de Assumar
1. D. Francisco de Melo (1597-1651)[1][2]
2. D. Gaspar Constantino de Melo (c. 1620-1683)